# Fiorinia distinctissima
Fiorinia distinctissima är en insektsart som först beskrevs av Robert Newstead 1896.  Fiorinia distinctissima ingår i släktet Fiorinia och familjen pansarsköldlöss. Inga underarter finns listade i Catalogue of Life.